# Familie Van Roy

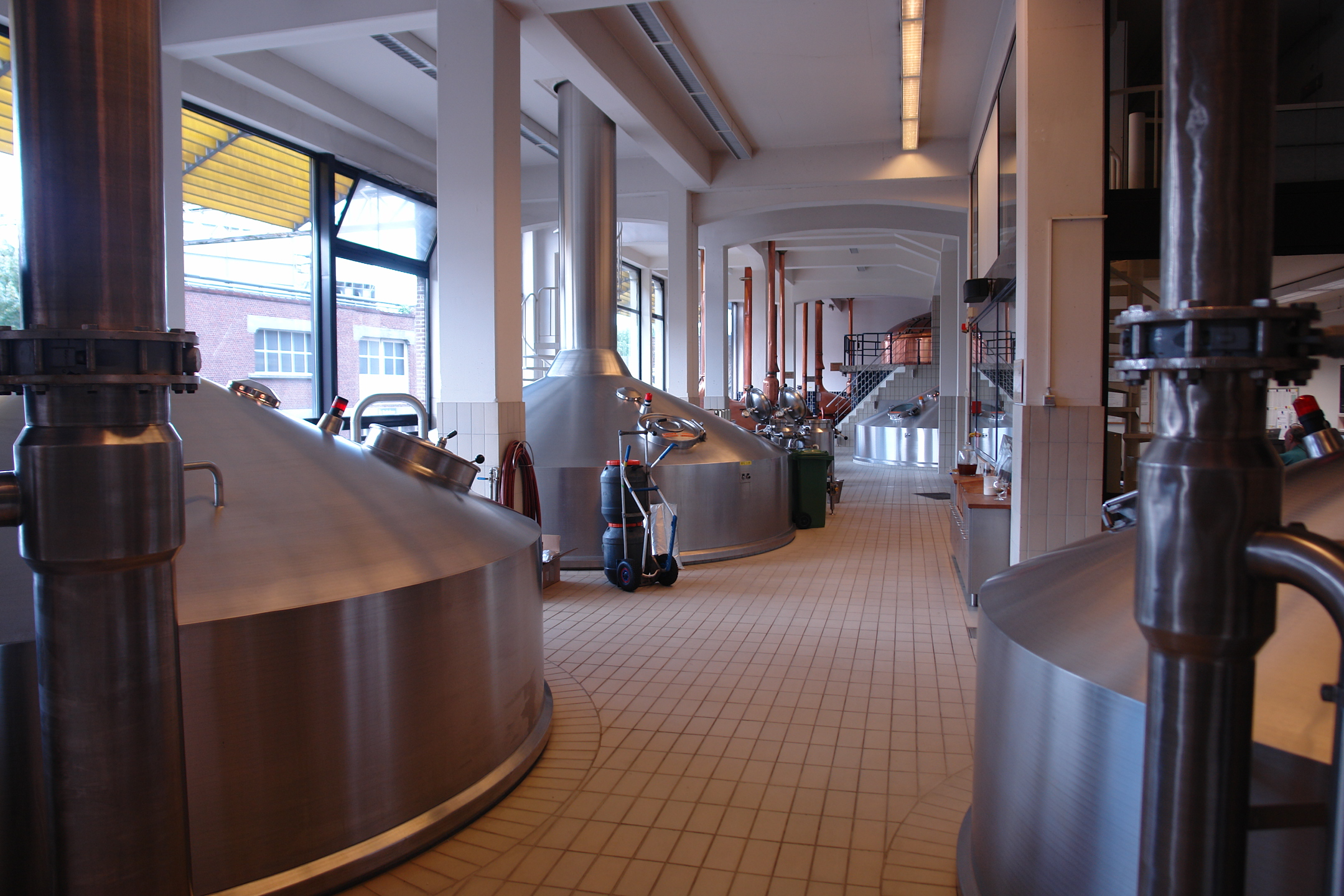
De brouwzaal te Steenhuffel.

De familie Van Roy is een Belgische ondernemersfamilie die vooral bekend is in de wereld van het bierbrouwen.
Petrus Josephus Van Roy was de stamvader van een familie die op verschillende plaatsen het beroep van brouwer uitoefende.

## Stamvader
Petrus werd geboren op 1 november 1830 in Denderbelle in de provincie Oost-Vlaanderen. Hij was de zoon van Carolus Van Roy (1800-1839) en Brigitte Beeckman (1797-1870). Hij was molenaar en brouwer en richtte in Wieze Brouwerij Van Roy op. Hij was getrouwd met Maria Ringoet (1848-1916) en overleed in Wieze op 27 december 1908.
Drie van zijn kinderen zetten het beroep voort:
- Marie Van Roy (1867-1957) trouwde met Ernest Slaghmuylder (1853-1921), eigenaar van Brouwerij Slaghmuylder in Ninove.[1]
- Petrus Raymond Van Roy (1885-1951) zette het bedrijf in Wieze voort en werd burgemeester van deze gemeente. Hij was getrouwd met Alice Heynderickx (1884-1945).
- Arthur Van Roy (1870-1952) trouwde in 1908 met Henriette De Mesmaecker, een achterkleindochter van Jean-Baptiste De Mesmaecker. Die was de eigenaar van Brouwerij De Hoorn in Steenhuffel. Arthur bouwde samen met zijn zoon Alfred de activiteiten uit tot het bedrijf dat nu Brouwerij Palm heet. Alfred werd in 2008 nog gevierd voor zijn 95ste verjaardag en 80 jaar inzet in de brouwerij.
  - Alfred Van Roy[2] (1913-2009) trouwde in 1943 met Marguerite D'Hollander, dochter van een brouwer uit Moerzeke (Hamme). Na haar overlijden in 1966 trouwde hij met Aline Verleyen, dochter van Maria Roman uit het brouwersgeslacht van Brouwerij Roman uit Mater Oudenaarde.[3]
    - Om de familieopvolging te verzekeren werd Jan Toye, neef van Aline Verleyen en kleinzoon van Maria Roman, gevraagd aan de dagelijkse leiding te Steenhuffel deel te nemen. Hij was gehuwd met Carine Van Goethem, brouwersdochter uit Steendorp (Temse) en kleindochter van brouwer Van Steenberge uit Ertvelde (Evergem).[4]